# Zamłynie (powiat tomaszowski)
Zamłynie – wieś w Polsce położona w województwie lubelskim, w powiecie tomaszowskim, w gminie Tyszowce.
| SIMC    | Nazwa | Rodzaj    |
| ------- | ----- | --------- |
| 0903794 | Kątek | część wsi |

W latach 1975–1998 miejscowość należała administracyjnie do województwa zamojskiego.
Wieś jest sołectwem w gminie Tyszowce. Według Narodowego Spisu Powszechnego z roku 2011 wieś liczyła 285 mieszkańców.